# Géorgien
Cet article concerne la langue géorgienne. Pour le peuple géorgien, voir Géorgiens. Pour les rois du Royaume-Uni, voir Époque georgienne.
Le géorgien (en géorgien : ქართული ენა, romanisation : kartuli ena /kʰɑrtʰuli ɛnɑ/) est une langue appartenant au groupe des langues kartvéliennes de la famille des langues caucasiennes. Elle est la langue officielle de la Géorgie, un pays dans le centre du Caucase.
Le géorgien est la langue maternelle d’environ 3,9 millions d’individus en Géorgie (soit 83 % de la population du pays) et celle d’environ 500 000 Géorgiens à l’étranger (notamment en Turquie, en Iran, en Russie, aux États-Unis et en Europe).
Le géorgien est également la langue littéraire de tous les groupes ethniques habitant sur le sol géorgien, particulièrement pour ceux qui parlent une autre langue du Caucase central telles le svane, le mingrélien et le laze. Le géorgien moderne s’écrit à l’aide d’un alphabet de 33 lettres appelé mkhedruli.
La grammaire géorgienne est caractérisée par des déclinaisons (sept cas), l’absence de genres, un système verbal particulièrement complexe et une syntaxe à fracture d’actance. Le géorgien possède des consonnes éjectives typiques des langues caucasiennes et des suites de consonnes complexes.

## Classification

Répartition des langues kartvéliennes.

Le géorgien fait partie des langues kartvéliennes, comme le svane et le mingrélien (parlés dans le nord-ouest de la Géorgie) et le laze (langue parlée sur la côte orientale de la Mer Noire, plus particulièrement de Trabzon à la frontière géorgienne).
Certains chercheurs émettent l'hypothèse que la structure grammaticale du géorgien ressemblerait à celle du sumérien et que les deux langues seraient apparentées.

## Histoire
La langue géorgienne appartient au groupe kartvélien, qui fait partie de la famille des langues caucasiennes. De cette famille, le géorgien est la seule langue qui a un alphabet et une vieille tradition littéraire. Les plus anciens textes connus rédigés en géorgien datent de la seconde moitié du IVe siècle. Selon les chroniques grecques, le géorgien était parlé en Colchide et dans l’Ibérie caucasienne dans le passé lointain.
L’ancienne littérature géorgienne est une importante partie du christianisme orthodoxe. La plus ancienne période littéraire géorgienne (Ve au VIIIe siècle) est très riche en hymnographie et dans les travaux hagiographiques. Les chroniques historiques de la Géorgie ont également leur importance dans l’étude de l’histoire et des cultures caucasiennes, aussi bien du nord que du sud. Elles sont aussi importantes pour l’étude de régions voisines, comme le Proche-Orient. En raison de sa position stratégique entre le Nord et le Sud, l’Est et l’Ouest, la Géorgie devint un des centres de la traduction durant le Moyen Âge. Ces traductions étaient alors effectuées aussi bien dans le pays (comme aux académies de Pharissi, de Gélati et d’Iqalto) que dans les monastères géorgiens situés à l’étranger, dont ceux situés en Syrie, sur le mont Sinaï en Égypte, ou bien Olympie et Athos en Grèce, et ailleurs en Europe de l’Est. Les travaux littéraires traduits en géorgien ajoutèrent plusieurs importantes informations aux études des histoires et des cultures des pays du Proche-Orient et aidaient à reconstituer certains écrits originaux perdus en grec, syriaque, persan et arabe.
Certains travaux orientaux furent ainsi introduits en Europe grâce aux traductions géorgiennes. Par exemple, le géorgien Visramiani (XIIe siècle) est l'adaptation du poème persan Vis et Ramin, tandis que la Sagesse de Balahvar (XIe siècle) est, sur base d'une adaptation arabe ou persane, la version chrétienne de l’histoire de Bouddha, devenue en Occident celle de Barlaam et Josaphat.
Après l'arrivée du christianisme en Géorgie (en 337), les idées religieuses et théologiques se développèrent dans un nouveau niveau. Plusieurs de ces traités sont considérés comme des grandes œuvres de la pensée orthodoxe. En plus de ces travaux, on peut trouver ceux du fameux philosophe géorgien Pierre l’Ibère, datant du Ve siècle. Aujourd’hui, la Géorgie est considérée comme le berceau de la Renaissance orientale (du IXe au XIIe siècle). Le poème philosophique et allégorique de Chota Roustaveli, Le Chevalier à la peau de panthère est la plus grande œuvre littéraire de cette période.

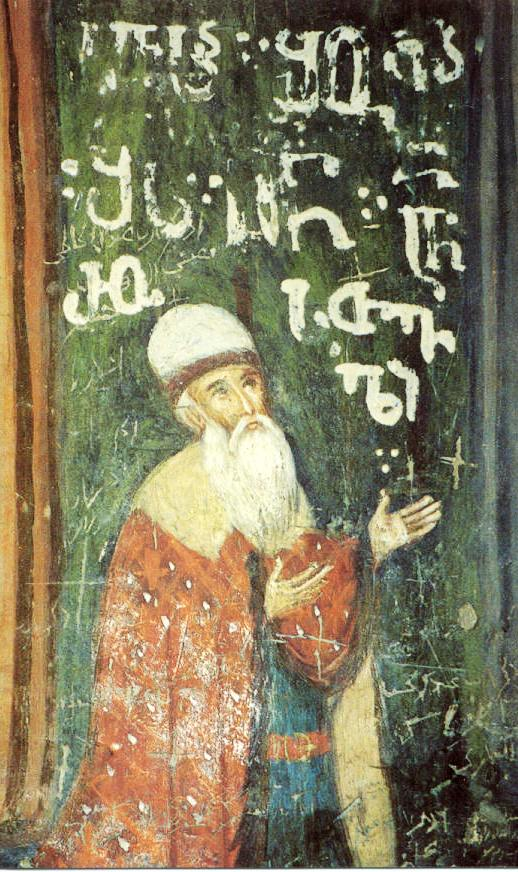
Chota Roustaveli, un des plus grands écrivains du Moyen Âge.

La langue géorgienne est caractérisée par de nombreux emprunts à plusieurs autres langues avec lesquelles elle entra en contact au cours de l’histoire. La langue a donc un vocabulaire très varié, aussi bien que beaucoup de dialectes. Toutefois, la structure grammaticale ne reflète pas nécessairement ces emprunts, et la structure grammaticale ne ressemble qu'aux trois autres langues du groupe kartvélien. Le géorgien parlé actuellement est très influencé par des mots russes ou empruntés du persan, celui-ci ayant été important surtout au XIXe siècle. 
La Géorgie avait déjà perdu son indépendance une fois en 1801 et, en 1921, la République socialiste soviétique de Géorgie fut créée. Joseph Staline, chef de l’URSS et lui-même né en Géorgie, avait autorisé les pays caucasiens à garder leur identité nationale mais, après sa mort, la politique de déstalinisation de Nikita Khrouchtchev entraîna l’entrée de la Géorgie dans une longue période de russification qui atteignit son apogée en 1978 lorsque le président du Soviet suprême de la RSS de Géorgie Edouard Chevardnadze décida de changer l’article 75 de la Constitution géorgienne (concernant le statut officiel du géorgien) afin d’adopter le russe comme langue officielle. Cela provoqua une révolte des Géorgiens qui atteignit son point culminant le 14 avril ; à la suite de cette révolte, de nombreux Géorgiens furent assignés à domicile à Moscou. Toutefois, le gouvernement soviétique recula et Chevardnadze ne changea jamais la langue officielle de la Géorgie. Le 14 avril est le jour de la langue nationale.

## Littérature
L’œuvre la plus ancienne de la littérature géorgienne qui subsiste encore est le Martyre de la sainte reine Chouchanik (rédigé entre 474 et 484), et des centaines de palimpsestes datant des Xe, XIe et XIIe siècles indiquent qu’à cette époque, les évangiles, les épîtres de saint Paul et les Psaumes avaient déjà été traduits. Il subsiste également plusieurs traductions de la Bible dans sa totalité, qui datent des VIIIe et IXe siècles.

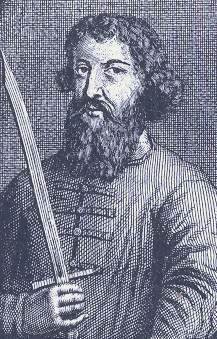
Le roi Artchil er d’Iméréthie fut également un célèbre poète de son siècle.

La littérature géorgienne connut son âge d’or sous le règne de la reine Tamar de Géorgie (1184–1212) durant lequel la Géorgie atteignit également son apogée dans les domaines politique et culturel. L’œuvre la plus célèbre issue de cette époque reste Le Chevalier à la peau de panthère, du poète Chota Roustaveli, qui vécut à la fin du XIIe siècle et est toujours considéré comme le poète épique national de la Géorgie. À cette période, les récits et les mythes persans commencèrent à exercer une influence littéraire prépondérante : c’est dans les écrits du poète royal Théimouraz de Kakhétie, qui seront condamnés par l’un de ses successeurs, et du poète royal Artchil de Karthlie, que cette influence fut la plus marquante. Elle resta forte jusqu’à la montée du nationalisme géorgien, qui naquit au XVIIIe siècle.
Les écrivains marquants de ce dit siècle du patriotisme furent le roi Vakhtang VI de Karthli, son fils Vakhoucht Bagration et le moine catholique Saba Soulkhan Orbéliani, auteur d’un recueil de contes moraux et d’un dictionnaire géorgien, ainsi que de poèmes et d’un journal narrant ses grands voyages en Europe de l’Ouest. Les poètes David Gouramichvili et Bessarion Gabachvili sont aussi de grands auteurs de l’époque.
Le XIXe siècle fut marqué par la forte influence de l’Europe de l’Ouest. Parmi les poètes de cette époque, Alexandre Tchavtchavadzé et Grigol Orbéliani figurent en bonne place. Leur art est resté célèbre pour ses thèmes patriotiques et son éloge exagéré du vin et des femmes. Quant à Nicolas Baratachvili, il fut fortement influencé par cette Europe de l’Ouest qui lui fit rédiger des poèmes lyriques de style byronien. À la fin du XIXe siècle, l’homme de lettres géorgien le plus influent était le patriote Ilia Tchavtchavadzé, qui sera assassiné par des militants socialistes puis vénéré comme saint de l’Église orthodoxe géorgienne.
De 1921 à 1991, la Géorgie fut rattachée à l’Union soviétique et, même si la plupart des œuvres littéraires continuèrent à être écrites en géorgien, elles relevaient de la tradition culturelle de l’Union des républiques socialistes soviétiques et, de ce fait, étaient souvent propagandistes et moralistes. Aujourd’hui, l’art de l’écriture géorgienne est quelque peu délaissé par les grands du pays, mais on peut toutefois encore entendre parler de fameux auteurs, tels qu'Aka Mortchiladzé ou Irina Assatiani.

## Emprunts
Comme indiqué plus haut, le géorgien est une langue au vocabulaire très riche. Une grande partie en fut directement empruntée à des langues étrangères, voisines ou non. On retrouve des similitudes entre le vocabulaire fondamental de la langue géorgienne et certaines langues indo-européennes anciennes dans les domaines de l’élevage, de l’agriculture, des parties du corps humain et des chiffres. Les emprunts aux langues iraniennes, anciennes (Scythes, Alains, Ossètes, Parthes), moyennes et nouvelles sont patents, en particulier dans les prénoms. La langue grecque a enrichi la langue géorgienne dans le domaine de la terminologie religieuse. Les emprunts à l'araméen (langue officielle de l’ancienne Ibérie), l'hébreu (ზეთი, zet'i pour huile), l'assyro-babylonien (თარგმანი, t'argmani pour interprète), le syriaque (კუპრი, koupri pour goudron), l'arabe (დავა, dava pour discussion), l'azéri (თოხლი, t'okhli pour agneau) et l'arménien sont complètement assimilés. Plus récemment, aux XIXe et XXe siècles, les langues russe et anglaise ont apporté leurs lots de mots nouveaux et parfois de « doublons ».

## Prononciation
Les tableaux ci-dessous donnent les phonèmes en alphabet phonétique international ainsi que leur écriture en mkhedruli et leur translittération en système national de romanisation du géorgien.

### Voyelles
Le géorgien a un système vocalique simple avec cinq voyelles orales sans distinction de longueur.
|          | Antérieures | Postérieures |
| -------- | ----------- | ------------ |
| Fermées  | /i/ ი i     | /u/ უ u      |
| Moyennes | /ɛ/ ე e     | /ɔ/ ო o      |
| Ouverte  |             | /ɑ/ ა a      |

### Consonnes
Le géorgien possède 28 consonnes, dont 6 éjectives,.
|            |           | Bilabiales | Labio-dentale | Dentales  | Alvéolaires | Post-alvéolaires | Vélaires  | Uvulaire  | Glottale |
| ---------- | --------- | ---------- | ------------- | --------- | ----------- | ---------------- | --------- | --------- | -------- |
| Occlusives | Aspirées  | /pʰ/ ფ p   |               | /tʰ/ თ t  |             |                  | /kʰ/ ქ k  |           |          |
| Occlusives | Éjectives | /p’/ პ p’  |               | /t’/ ტ t’ |             |                  | /k’/ კ k’ | /q’/ ყ q’ |          |
| Occlusives | Sonores   | /b/ ბ b    |               | /d/ დ d   |             |                  | /ɡ/ გ g   |           |          |
| Affriquées | Aspirées  |            |               |           | /t͡sʰ/ ც ts  | /t͡ʃʰ/ ჩ ch       |           |           |          |
| Affriquées | Éjectives |            |               |           | /t͡s’/ წ ts’ | /t͡ʃ’/ ჭ ch’      |           |           |          |
| Affriquées | Sonores   |            |               |           | /d͡z/ ძ dz   | /d͡ʒ/ ჯ j         |           |           |          |
| Nasales    | Nasales   | /m/ მ m    |               |           | /n/ ნ n     |                  |           |           |          |
| Roulée     | Roulée    |            |               |           | /r/ რ r     |                  |           |           |          |
| Fricatives | Sourdes   |            |               |           | /s/ ს s     | /ʃ/ შ sh         | /x/ ხ kh  |           | /h/ ჰ h  |
| Fricatives | Sonores   |            | /v/ ვ v       |           | /z/ ზ z     | /ʒ/ ჟ zh         | /ɣ/ ღ gh  |           |          |
| Latérale   | Latérale  |            |               |           | /l/ ლ l     |                  |           |           |          |

- Les sons /t͡sʰ/ et /t͡ʃʰ/ sont transcrits par certains auteurs comme /t͡s/ et /t͡ʃ/, sans aspiration[7].
- La prononciation exacte de /q’/ varie entre [q’], [χ’], [q’χ] et [ʔ][9].
- რ r est souvent prononcé battu ([ɾ]) plutôt que roulé ([r])[6].
- La prononciation de ვ v varie entre [v] et [w]. Il se dévoise devant les consonnes sourdes : ვჭამ vch’am (« je mange ») [ft͡ʃ’am][6],[10].

## Alphabet

« Géorgien » (kartuli) écrit en géorgien.

Le géorgien s’écrit selon un alphabet dit mkhedruli qui a remplacé l'asomtavruli, probablement inventé par Pharnabaze Ier, le premier roi du pays[Information douteuse]. L’alphabet actuel comporte 33 lettres : 28 consonnes et 5 voyelles. Étant unicaméral, il ne distingue pas de capitales et minuscules.
Les 33 lettres modernes de l’alphabet mkhredruli sont les suivantes :
| ა ani   | ბ bani  | გ gani  | დ doni  | ე eni   | ვ vini  | ზ zeni   | თ tani   | ი ini   | კ k’ani | ლ lasi |
| მ mani  | ნ nari  | ო oni   | პ p’ari | ჟ zhani | რ rae   | ს sani   | ტ t’ari  | უ uni   | ფ pari  | ქ kani |
| ღ ghani | ყ q’ari | შ shini | ჩ chini | ც tsani | ძ dzili | წ ts'ili | ჭ ch’ari | ხ khani | ჯ jani  | ჰ hae  |

## Ponctuation
En géorgien, la ponctuation généralement suit le modèle européen. Les guillemets sont ceux utilisés en allemand (par exemple, „მამაო ჩვენო, რომელი ხარ ცათა შინა“ mamao chveno, rumeli khar tsata shina « Notre Père qui êtes aux cieux »).

## Grammaire
La langue géorgienne est une langue agglutinante, caractérisée par un riche système de morphologie verbale et une structure syntaxique relativement flexible. Typologiquement, elle présente un alignement ergatif-absolutif dans la plupart des temps et des aspects verbaux, bien que certaines constructions suivent un alignement nominatif-accusatif. Le géorgien se distingue par un système complexe de marquage verbal, intégrant des préfixes, des suffixes et des infixes pour exprimer des informations sur le sujet, l’objet, le temps, l’aspect, la personne et la valence. 
Les noms ne présentent pas de genre grammatical mais sont déclinés en sept cas (nominatif, ergatif, datif, génitif, instrumental, adverbial et vocatif), jouant un rôle clé dans l’organisation syntaxique. La syntaxe est flexible, avec une tendance vers l’ordre SOV (sujet-objet-verbe), bien que des variations soient fréquentes en fonction de l’intonation et du contexte discursif.

### Noms

#### Déclinaison
Les sept cas du géorgien sont :
- nominatif : sujet ou objet direct (selon la classe des verbes et le temps) ;
- ergatif : sujet de certains verbes à certains temps ;
- datif : objet indirect, sujet ou objet direct (selon la classe des verbes et le temps) ;
- génitif : possession ;
- instrumental : instrument ;
- adverbial : transformation des adjectifs en adverbes, et requis par certains verbes (dans ce cas, on peut souvent le traduire par « en tant que ») ;
- vocatif : apostrophe.

Les terminaisons des cas sont similaires pour tous les noms. On distingue trois types de noms :
- les mots à thème consonantique, dont le radical se termine par une consonne et qui prennent -i au nominatif,
- les mots à thème vocalique dont la voyelle s’élide devant certaines terminaisons (généralement, les noms en -a et -e),
- les mots à thème vocalique dont la voyelle ne s’élide pas (généralement, les noms en -o et -u).

Pour quelques rares mots en -i, souvent empruntés (par exemple ჩაი chai « thé »), et la plupart des prénoms (ex. გიორგი Giorgi, შოთა Shota), la dernière voyelle ne s’élide pas.
| Cas          | « femme »    | « mois »   | « chouette » |
| ------------ | ------------ | ---------- | ------------ |
| Nominatif    | ქალი kal-i   | თვე tve    | ბუ bu        |
| Datif        | ქალს kal-s   | თვეს tve-s | ბუს bu-s     |
| Ergatif      | ქალმა kal-ma | თვემ tve-m | ბუმ bu-m     |
| Génitif      | ქალის kal-is | თვის tv-is | ბუს bu-s     |
| Instrumental | ქალით kal-it | თვით tv-it | ბუთი bu-ti   |
| Adverbial    | ქალად kal-ad | თვედ tve-d | ბუდ bu-d     |
| Vocatif      | ქალო kal-o   | თვეო tve-o | ბუვ bu-v     |

Dans les mots à thème vocalique, le vocatif peut prendre la terminaison -o ou -v. Avec ces mots, le vocatif est plutôt littéraire, et dans la langue parlée on préférera le nominatif.
Quand la dernière voyelle d’un radical consonantique est a, e ou o suivi de l, m, n ou r, la voyelle peut être supprimée par l’ajout d’une désinence (syncope) : წყალი ts’q’ali (« eau ») et მგელი mgeli (« loup ») donnent respectivement წყლის ts’q’lis et მგლის mglis au génitif. Avec certains noms, en particulier ceux dont le radical est monosyllabique, la syncope n’a pas lieu : ხელი kheli → ხელის khelis (« main »). En revanche, certains noms sont sujets à la syncope alors que leur consonne finale n’est pas dans la liste ci-dessus : სომეხი somekhi → სომხის somkhis (« Arménien »). Enfin, avec les noms en -o-, celui-ci peut être remplacé par -v- au lieu de disparaître : პამიდორი p’amidori → პამიდვრის p’amidvris (« tomate »).

#### Pluriel
Le pluriel se forme au moyen du suffixe -ebi, qui entraîne généralement les mêmes changements que l’ajout des désinences de cas (le -e final ne s’élide pas) :
- წიგნი ts’igni → წიგნები ts’ignebi (« livre »),
- მწერალი mts’erali → მწერლები mts’erlebi (« écrivain »),
- მუშა musha → მუშები mushebi (« ouvrier »),
- მოწაფე mots’ape → მოწაფეები mots’apeebi (« élève »).

Le pluriel se décline régulièrement comme les noms à radical consonantique au singulier.
Il existe un deuxième pluriel issu du vieux géorgien, appelé pluriel ancien, formé au moyen des désinences -ni au nominatif, -no au vocatif et -ta ou -t aux autres cas. Celui-ci appartient au langage soutenu, mais il est aussi employé dans des expressions figées, en particulier au génitif, par exemple dans საბჭოთა კავშირი sabch’ota k’avshiri (« Union soviétique »), alors que le génitif pluriel usuel de საბჭოების sabch’o (« conseil, soviet ») est საბჭოების sabch’oebis,.

### Adjectifs
Les adjectifs, comme les noms, ont un radical qui se termine soit par une voyelle, soit par une consonne, auquel cas ils prennent -i au nominatif. Les adjectifs épithètes précèdent habituellement le nom auquel ils se rapportent.
Un adjectif qui n’est pas suivi par un nom (utilisé de manière substantivée ou mis après le nom qu’il qualifie, ce qui est rare) se décline de la même manière qu’un nom. Suivis par un nom, les adjectifs avec un radical consonantique se déclinent au singulier et au pluriel comme dans le tableau ci-dessous, et ceux avec un radical vocalique sont invariables,.
| Cas          | « grand homme »            | « théorie intéressante »               |
| ------------ | -------------------------- | -------------------------------------- |
| Nominatif    | დიდი კაცი did-i k’atsi     | საინტერესო თეორია saint’ereso teoria   |
| Datif        | დიდ კაცს did k’atss        | საინტერესო თეორიას saint’ereso teorias |
| Ergatif      | დიდმა კაცმა did-ma k’atsma | საინტერესო თეორიამ saint’ereso teoriam |
| Génitif      | დიდი კაცის did-i k’atsis   | საინტერესო თეორიის saint’ereso teoriis |
| Instrumental | დიდი კაცით did-i k’atsit   | საინტერესო თეორიით saint’ereso teoriit |
| Adverbial    | დიდ კაცად did k’atsad      | საინტერესო თეორიად saint’ereso teoriad |
| Vocatif      | დიდო კაცო did-o k’atso     |                                        |

### Pronoms

#### Pronoms personnels
Les pronoms personnels sont les suivants :
| Nombre       | Singulier | Singulier | Singulier       | Pluriel    | Pluriel     | Pluriel     |
| Personne     | 1re       | 2e        | 3e              | 1re        | 2e          | 3e          |
| ------------ | --------- | --------- | --------------- | ---------- | ----------- | ----------- |
| Nominatif    | მე me     | შენ shen  | ის is / იგი igi | ჩვენ chven | თქვენ tkven | ისინი isini |
| Datif        | მე me     | შენ shen  | მას mas         | ჩვენ chven | თქვენ tkven | მათ mat     |
| Ergatif      | მე me     | შენ shen  | მან man         | ჩვენ chven | თქვენ tkven | მათ mat     |
| Génitif      | ჩემ chem  | შენ shen  | მის mis         | ჩვენ chven | თქვენ tkven | მათ mat     |
| Instrumental | -         | -         | -               | -          | -           | -           |
| Adverbial    | -         | -         | -               | -          | -           | -           |
| Vocatif      | -         | შე she    | -               | -          | თქვე tkve   | -           |

Le tutoiement et le vouvoiement existent en géorgien et fonctionnent comme en français : შენ shen correspond à « tu » et თქვენ tkven à « vous ».

#### Pronoms possessifs
Les pronoms possessifs sont dérivés du génitif des pronoms personnels. Ils servent aussi d’adjectifs possessifs et se déclinent comme les adjectifs.
| Personne | Singulier  | Pluriel       |
| -------- | ---------- | ------------- |
| 1re      | ჩემი chemi | ჩვენი chveni  |
| 2e       | შენი sheni | თქვენი tkveni |
| 3e       | მისი misi  | მათი mati     |

Les pronoms de la troisième personne sont à l’origine des pronoms démonstratifs, mais il se déclinent différemment (cf. plus bas).
Il existe aussi un pronom possessif réfléchi utilisé à la troisième personne : თავისი tavisi, dérivé de თავი tavi (« tête »).
Les adjectifs possessifs, comme les autres déterminants, se placent normalement avant le nom : ჩემი მეგობარი chemi megobari (« mon ami »). Cependant, avec certains mots de parenté comme დედა deda (« mère ») et მამა mama (« père »), il se met après et le tout s’écrit en un seul mot : დედაჩემი dedachemi (« ma mère »). Seule la dernière partie se décline : au datif, on a დედაჩემს dedachems.

#### Pronoms démonstratifs
Le géorgien a trois pronoms démonstratifs : ეს es (« ceci », proche du locuteur), ეგ eg (« cela », proche de l’interlocuteur) et ის is ou იგი igi (« cela », loin des deux).
| Nombre    | Cas          | ceci        | cela        | cela là-bas               |
| --------- | ------------ | ----------- | ----------- | ------------------------- |
| Singulier | Nominatif    | ეს es       | ეგ eg       | ის is / იგი igi           |
| Singulier | Datif        | ამას amas   | მაგას magas | იმას imas                 |
| Singulier | Ergatif      | ამან aman   | მაგან magan | იმან iman                 |
| Singulier | Génitif      | ამის amis   | მაგის magis | იმის imis                 |
| Singulier | Instrumental | ამით amit   | მაგით magit | იმით imit                 |
| Singulier | Adverbial    | ამად amad   | მაგად magad | იმად imad                 |
| Pluriel   | Nominatif    | ესენი eseni | ეგენი egeni | ისინი isini / იგინი igini |
| Pluriel   | Autres cas   | ამათ amat   | მაგათ magat | იმათ imat                 |

Ces pronoms peuvent aussi être utilisés en tant qu’adjectifs démonstratifs, mais dans ce cas leur déclinaison est simplifiée :
| Nombre               | Cas        | ce …-ci | ce …-là | ce … là-bas |
| -------------------- | ---------- | ------- | ------- | ----------- |
| Singulier et pluriel | Nominatif  | ეს es   | ეგ eg   | ის is       |
| Singulier et pluriel | Autres cas | ამ am   | მაგ mag | იმ im       |

### Verbes
Le système verbal géorgien est particulièrement complexe. Le géorgien est une langue agglutinante : un verbe peut comporter de nombreux préfixes indiquant le temps, le sujet, l’objet direct ou indirect, etc.

#### Temps
Le géorgien possède onze temps, ou plutôt tiroirs verbaux, étant donné qu’ils indiquent une combinaison de temps, d’aspect et de mode. Ces temps sont répartis en trois séries qui permettent de déterminer comment le sujet et l’objet sont marqués (cf. section Structure d’actance).
| Série I             | Présent             | Indicatif présent | Imparfait        | Subjonctif présent |
| Série I             | Futur               | Futur             | Conditionnel     | Subjonctif futur   |
| Série II (aoriste)  | Série II (aoriste)  |                   | Aoriste          | Optatif            |
| Série III (parfait) | Série III (parfait) | Présent parfait   | Plus-que-parfait | Subjonctif parfait |

#### Classes de verbes
Les verbes géorgiens sont répartis en quatre classes (ou conjugaisons). Les verbes d’une même classe partagent généralement des caractéristiques morphologiques, syntaxiques et sémantiques.
- 1re conjugaison : ce sont des verbes transitifs (ex. დაწერს dats’ers : « il écrira »). Le futur est formé en ajoutant un préverbe au présent.
- 2e conjugaison : ce sont des verbes intransitifs, souvent traduits en français par le passif (ex. დაიწერება daits’ereba : « il sera écrit »). Cette classe comprend les verbes de mouvement. Le futur est formé en ajoutant un préverbe au présent.
- 3e conjugaison : ce sont essentiellement des verbes intransitifs exprimant des actions atéliques (ex. ცეკვავს cek’vavs : « il danse »). Certains de ces verbes sont néanmoins transitifs. La conjugaison est assez semblable à la première conjugaison, mais le futur est formé au moyen de la voyelle de version i- et de l’indicateur thématique -eb.
- 4e conjugaison : ce sont principalement des verbes qui indiquent des sensations, des perceptions, la possession (ex. შია shia : « il a faim », აქვს akvs : « il a ») . La principale caractéristique de cette conjugaison est l’inversion du marquage du sujet et de l’objet. Le futur est formé au moyen de la voyelle de version e- et de l’indicateur thématique -eb.

#### Conjugaison

##### Série I (présent/futur)
Les verbes de la première conjugaison se conjuguent de la manière suivante :
| Personne  | Présent                | Imparfait                    | Subjonctif présent           |
| --------- | ---------------------- | ---------------------------- | ---------------------------- |
| 1re sing. | ვაკეთებ v-a-k’et-eb    | ვაკეთებდი v-a-k’et-eb-d-i    | ვაკეთებდე v-a-k’et-eb-d-e    |
| 2e sing.  | აკეთებ a-k’et-eb       | აკეთებდი a-k’et-eb-d-i       | აკეთებდე a-k’et-eb-d-e       |
| 3e sing.  | აკეთებს a-k’et-eb-s    | აკეთებდა a-k’et-eb-d-a       | აკეთებდეს a-k’et-eb-d-e-s    |
| 1re plur. | ვაკეთებთ v-a-k’et-eb-t | ვაკეთებდით v-a-k’et-eb-d-i-t | ვაკეთებდეთ v-a-k’et-eb-d-e-t |
| 2e plur.  | აკეთებთ a-k’et-eb-t    | აკეთებდით a-k’et-eb-d-i-t    | აკეთებდეთ a-k’et-eb-d-e-t    |
| 3e plur.  | აკეთებენ a-k’et-eb-en  | აკეთებდნენ a-k’et-eb-d-nen   | აკეთებდნენ a-k’et-eb-d-nen   |

| Personne  | Futur                       | Conditionnel                      | Subjonctif futur                  |
| --------- | --------------------------- | --------------------------------- | --------------------------------- |
| 1re sing. | გავაკეთებ ga-v-a-k’et-eb    | გავაკეთებდი ga-v-a-k’et-eb-d-i    | გავაკეთებდე ga-v-a-k’et-eb-d-e    |
| 2e sing.  | გააკეთებ ga-a-k’et-eb       | გააკეთებდი ga-a-k’et-eb-d-i       | გააკეთებდე ga-a-k’et-eb-d-e       |
| 3e sing.  | გააკეთებს ga-a-k’et-eb-s    | გააკეთებდა ga-a-k’et-eb-d-a       | გააკეთებდეს ga-a-k’et-eb-d-e-s    |
| 1re plur. | გავაკეთებთ ga-v-a-k’et-eb-t | გავაკეთებდით ga-v-a-k’et-eb-d-i-t | გავაკეთებდეთ ga-v-a-k’et-eb-d-e-t |
| 2e plur.  | გააკეთებთ ga-a-k’et-eb-t    | გააკეთებდით ga-a-k’et-eb-d-i-t    | გააკეთებდეთ ga-a-k’et-eb-d-e-t    |
| 3e plur.  | გააკეთებენ ga-a-k’et-eb-en  | გააკეთებდნენ ga-a-k’et-eb-d-nen   | გააკეთებდნენ ga-a-k’et-eb-d-nen   |

On passe du présent au futur (de l’imparfait au conditionnel, du subjonctif présent au subjonctif futur) en ajoutant un préverbe qui doit être appris avec chaque verbe : par exemple, აშენებ asheneb (« tu construis ») devient au futur ააშენებ aasheneb.
Les verbes de la troisième conjugaison se conjuguent de la même manière, à ceci près que le futur ne se forme pas avec un préverbe mais avec le circonfixe i- -eb : ლაპარაკობ lap’arak’ob (« tu parles »), ილაპარაკებ ilap’arak’eb (« tu parleras »).

### Syntaxe

#### Structure d’actance
Le géorgien est une langue à ergativité scindée, c’est-à-dire que le cas utilisé pour indiquer le sujet et l’objet direct n’est pas toujours le même : il dépend du temps utilisé et de la classe du verbe,.
|           | Sujet     | Objet direct | Objet indirect                      |
| --------- | --------- | ------------ | ----------------------------------- |
| Série I   | Nominatif | Datif        | Datif                               |
| Série II  | Ergatif   | Nominatif    | Datif                               |
| Série III | Datif     | Nominatif    | (Postposition -თვის -tvis « pour ») |

En outre, le verbe იცის itsis (« il sait ») est irrégulier : son sujet est à l’ergatif au présent et au datif au futur.
Voici un exemple qui illustre les changements de cas en fonction du temps utilisé :
- Présent (série I) :
ქალი დედას სურათს უხატავს.
Kali dedas surats ukhat’avs.
La femme (nom.) peint une image (dat.) pour sa mère (dat.).
- Aoriste (série II) :
ქალმა დედას სურათი დაუხატა.
Kalma dedas surati daukhat’a.
La femme (erg.) a peint une image (nom.) pour sa mère (dat.).
- Présent parfait (série III) :
ქალს დედისთვის სურათი დაუხატავს.
Kals dedistvis surati daukhat’avs.
La femme (dat.) a apparemment peint une image (nom.) pour sa mère (postposition -tvis).

Pour la deuxième conjugaison, le sujet est toujours au nominatif et l’objet indirect au datif. Pour la quatrième conjugaison, le sujet est toujours au datif et l’objet direct au nominatif.

## Dialectes
Pour le moment, au moins dix-huit dialectes géorgiens peuvent être identifiés. Ces dialectes peuvent se classifier en deux groupes majeurs : occidental et oriental. Le géorgien classique est largement fondé sur les dialectes karthliens du groupe oriental (ou central).
Le géorgien classique influence énormément, particulièrement par le système d’éducation et par la presse, tous ses dialectes encore, sauf ceux parlés en dehors de la Géorgie. En dépit de variations régionales considérables, certains aspects des dialectes géorgiens tels que la phonologie, la morphologie, la syntaxe et le vocabulaire se ressemblent. Les trois autres langues kartvéliennes (le mingrélien, le laze et le svane) sont sœurs du géorgien, mais elles en sont trop éloignées pour être intercompréhensibles.
Quelques variations de base des dialectes géorgiens concernent :
- la présence du y (en géorgien : ჲ) et du w (ჳ) avant certaines voyelles ;
- la présence des sons q (ჴ) et q’ (ყ) ou t (თ) et t’ (ტ) ;
- une distinction entre les voyelles longues et brèves ;
- la présence de certains sons inexistants dans le géorgien classique ;
- l’usage du n (ნ) au pluriel ;
- la mise au pluriel des adjectifs ;
- des formes de verbes non classiques ;
- des archaïsmes et des emprunts aux langues voisines.

### Classification
Les dialectes géorgiens sont classifiés selon leur répartition géographique. À part les groupes occidentaux et orientaux, certains linguistes y ajoutent une autre catégorie, celle des dialectes du sud. Ainsi, on peut même compter six catégories de dialectes : les dialectes de l’Est, de l’Ouest, du Nord-Est, du Sud-Ouest, du Centre, du Nord-Ouest et les autres.

#### Dialectes du nord
Ces dialectes sont parlés par les habitants des montagnes caucasiennes du nord de la Géorgie :
- le mokhevouri (მოხევური), parlé dans le Khevi ;
- le mtioulour-goudamaqrouli (მთიულურ-გუდამაყრული), parlé en Mtiouléti et en Goudouamarqari ;
- le khevsouri (ხევსურული), parlé en Khevsouréti ;
- le pchavouri (ფშავური), parlé dans le Pchavi ;
- le touchouri (თუშური), parlé dans le Touchétie.

#### Dialectes de l'est
Deux de ces dialectes, l’Inguiloouri et le Pereïdnouli, sont parlés en dehors de la Géorgie, le premier par les Géorgiens d’Azerbaïdjan et le second par les descendants des Géorgiens déportés en Iran au XVIIe siècle :
- le kakhouri (კახური), parlé en Kakhétie ;
- l’inguiloouri (ინგილოური), parlé en Saïnguilo, Azerbaïdjan ;
- le pereïdnouli (ფერეიდნული), parlé à Fereydoun Chahr, Iran ;
- le tianetouri (თიანეთური), parlé en Tianeti.

#### Dialectes du centre de la Géorgie
Les dialectes centraux, parfois considérés comme faisant partie des dialectes orientaux, sont parlés dans le centre et le Sud de la Géorgie, et forment les bases du géorgien classique :
- le karthlouri (ქართლური), parlé en Karthlie ;
- le djavakhouri (ჯავახური), parlé en Djavakhétie ;
- le meskhouri (მესხური), parlé en Meskhétie.

#### Dialectes du sud-ouest
- Le gourouli (გურული), parlé en Gourie ;
- l’adjarouli (აჭარული), parlé en Adjarie ;
- l’imerkhevouli (იმერხევული), parlé à Imerkhevi, Turquie ;
- le laze (ლაზური), parlé au bord de la mer Noire en Géorgie et dans l'actuelle Turquie.

#### Dialectes du nord-ouest
- L’imérouli (იმერული), parlé en Iméréthie ;
- le letchkhoumouri (ლეჩხუმური), parlé en Letchkhoumi ;
- le radjouli (რაჭული), parlé en Radja ;
- le mingrèle (მეგრული), parlé en Mingrélie ;
- le svane (სვანური), parlé en Svanétie.

#### Autres dialectes
- L’ancien kizlyar-mozdoke était un dialecte parlé par les Géorgiens habitant les régions de Kizlyar et de Mozdok, dans le Nord du Caucase. Ces Géorgiens s’y étaient établis au XVIIIe siècle après avoir fui la menace ottomane au sud-ouest ;
- Le judéo-géorgien, ou kivrouli, ou grouzinic, est parlé par les Juifs de Géorgie. Il est parlé par 85 000 personnes en tout, dont 20 000 Géorgiens et 60 000 Israéliens. En raison de ses grandes différences avec le géorgien de base, certains linguistes le considèrent comme une langue à part.